# Ateliers des Charmilles SA

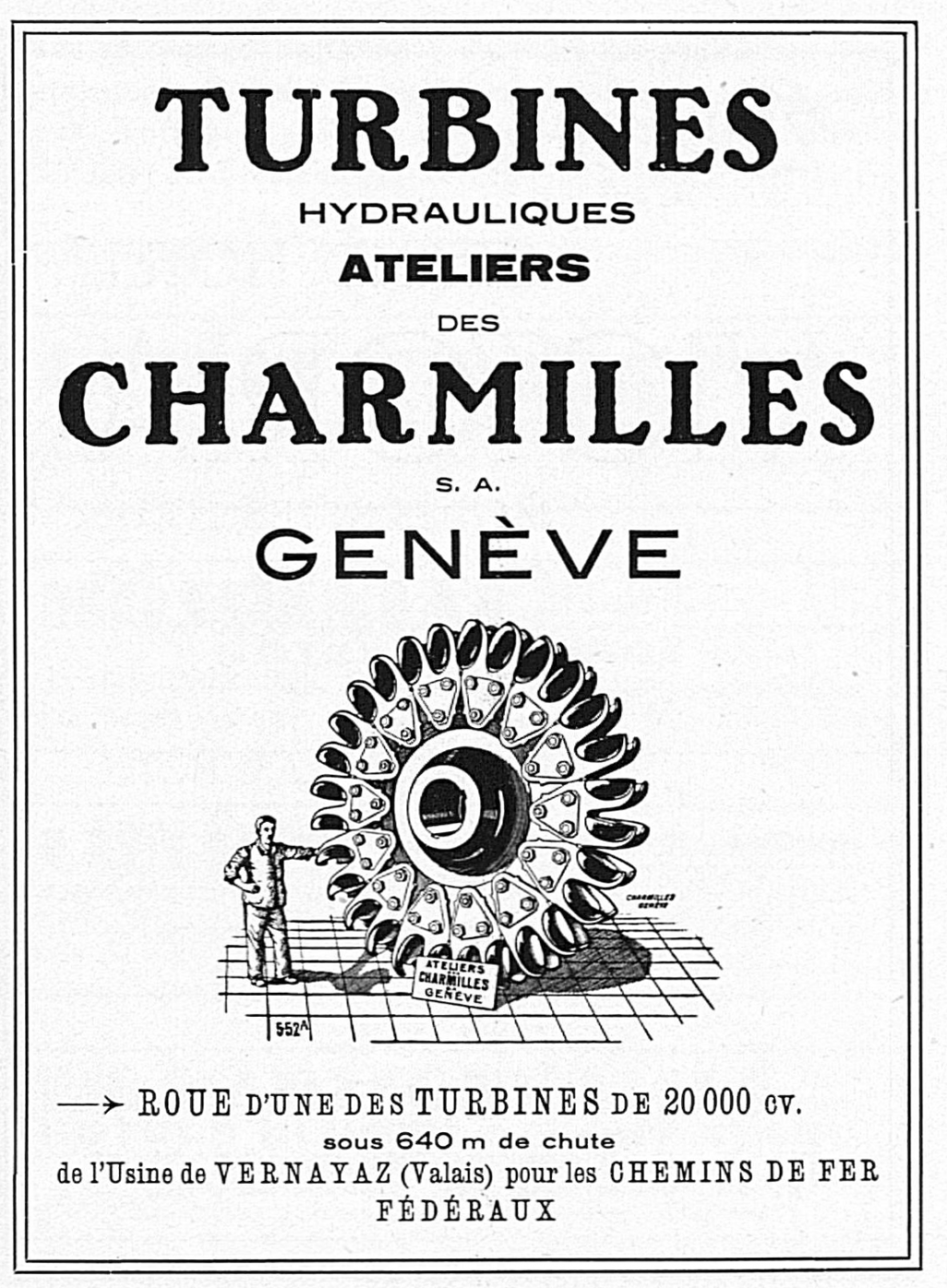
Inserat der Ateliers des Charmilles SA mit Pelton-Turbinen-Rad für das SBB-Kraftwerk Vernayaz

Die Ateliers des Charmilles SA waren ein schweizerisches Unternehmen, das im Maschinenbau tätig war. Es ging 1921 aus der Konkursmasse der Ateliers Piccard-Pictet & Cie. hervor und wurde 1983 liquidiert.

## Geschichte
Nachdem Piccard-Pictet wegen des Automobilbaus zahlungsunfähig geworden war, suchte der Schweizerische Bankverein – einer der Hauptschuldner des fallierten Unternehmens – eine Möglichkeit, den Schaden zu begrenzen. Léopold Dubois, der damalige Direktor des Bankvereins, ließ als Auffanggesellschaft die Ateliers des Charmilles SA gründen, welche den rentablen und international renommierten Bau von Wasserturbinen weiterführen sollte. Die Leitung wurde René Neeser übertragen, der bereits den Turbinenbau von Piccard-Pictet geleitet hatte.
Im Jahre 1937 übernahmen die Ateliers des Charmilles den in finanzielle Schwierigkeiten geratenen Motorrad- und Einbaumotorenhersteller Motosacoche, 1943 folgten die Ateliers H. Cuénod, erster Hersteller von automatischen Ölbrennern und Umwälzpumpen für Zentralheizungen. Ab 1952 begann man mit dem Bau von Funkenerodiermaschinen.
Im französischen Annemasse betrieb die Motosacoche ab 1935 eine kleine Montagewerkstatt für Motoren, die unter dem Namen Société des Equipements Charmilles in die Ateliers des Charmilles eingegliedert wurde. Nach dem Zweiten Weltkrieg wurden statt Motoren Cuénod-Ölbrenner für den französischen Markt montiert und die Werkstatt zu einer Fabrik vergrößert. Später kamen auch die Fertigung und Montage von Teilen für Eisenbahn-Druckluftbremsen hinzu.
Die Groupe des Ateliers des Charmilles SA bestand aus der Muttergesellschaft Ateliers des Charmilles SA und den Tochtergesellschaften Motosacoche und Société des Equipements Charmilles. Die Gruppe unterhielt zusammen die französische Tochtergesellschaft Moteurs MAG SA, welche Aufträge für den französischen Markt abwickelte. Die Bezeichnung MAG geht für Motosacoche Acacias Genève, wobei Acacias auf den Firmensitz von Motosacoche in der Route des Acacias 56 in Carouge hinweist.

### Nachfolgefirmen
Die Ateliers des Charmilles SA wurden zwischen 1981 und 1983 aufgelöst. Der Wasserturbinenbau ging an die Ateliers de constructions mécaniques de Vevey (ACMV), der Motorenbau an die Jean Gallay SA, und die Fabrikation von Ölbrennern an das deutsche Unternehmen Klöckner, das seine Ölbrennersparte kurz darauf an die Elcotherm abgab. Georg Fischer AG übernahm die Erodiermaschinen und bezeichnete diese Abteilung neu als Charmilles Technologies.